# Кетрін Торранс
Кетрін Торранс (англ. Katherine Torrance, 10 жовтня 1998) — британська стрибунка у воду.
Учасниця Олімпійських Ігор 2020 року.
Призерка Ігор Співдружності 2018 року.